# Alek Manoah
Alek Isaac Manoah (Homestead, Florida, 9 de enero de 1998), más conocido como Alek Manoah, es un jugador profesional estadounidense de béisbol que se desempeña en la posición de lanzador en Toronto Blue Jays, equipo de las Grandes Ligas de Béisbol (MLB). Logró obtener el premio Primer Equipo All-MLB.

## Carrera
En 2021, Manoah comenzó a jugar como profesional en Toronto Blue Jays, equipo donde lleva jugando cuatro temporadas.

## Premios
En 2022, fue galardonado con el premio Primer Equipo All-MLB.